# Schlodderdich

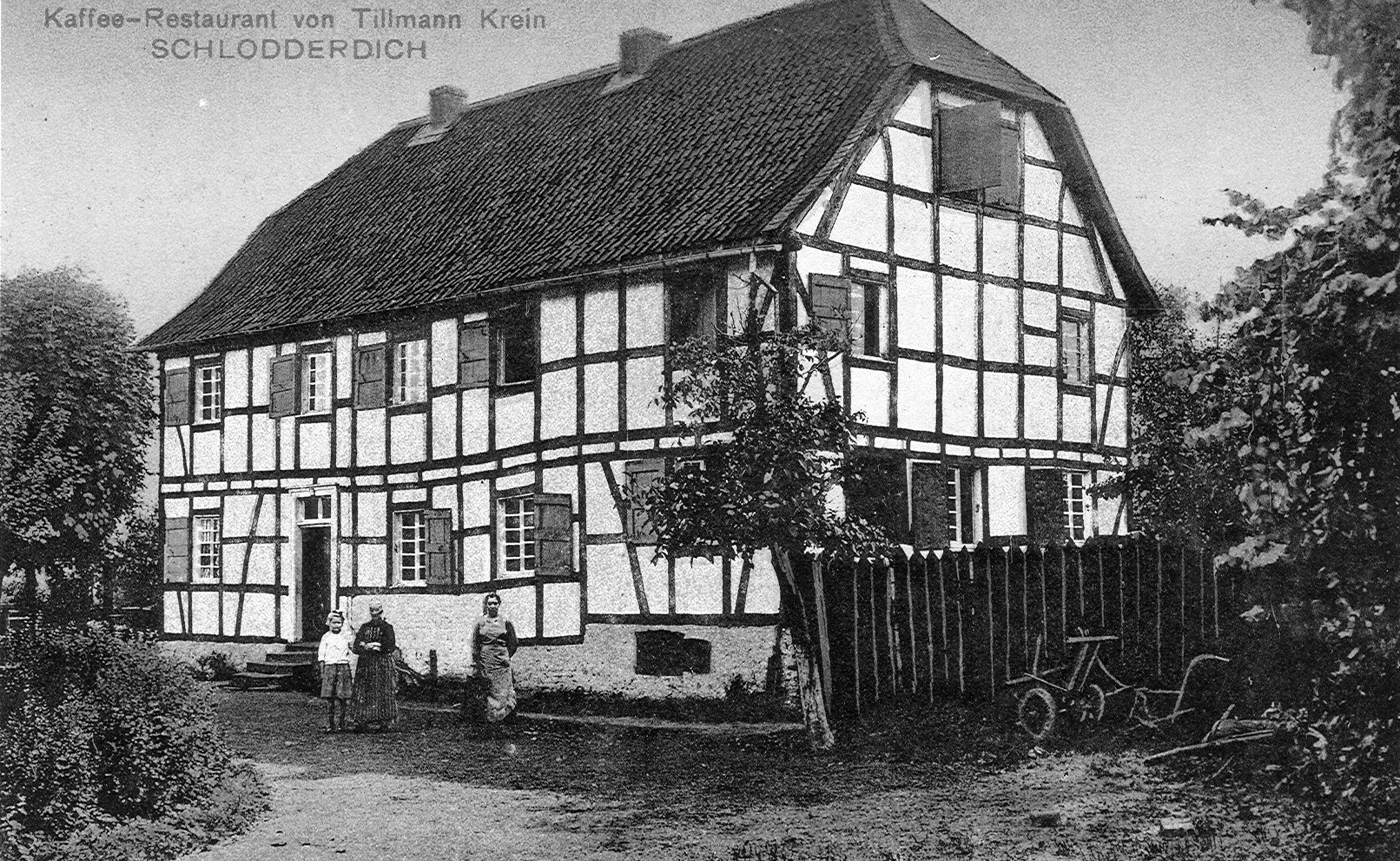
Der alte Gutshof Schlodderdich um 1900 als Kaffee-Restaurant von Tillmann Krein

Schlodderdich ist ein Ortsteil im Stadtteil Gronau von Bergisch Gladbach.

## Geschichte
Im Urkataster ist die Hofsiedlung Schlodderdich erstmals für das Jahr 1584 belegt. Nach dem Hebebuch des Botenamts Gladbach von 1758/59 umfasste das Gut zum Schluderdeich 32 Morgen Land. Die Gebäude des Hofs wurden 1795 bis auf die Grundmauer niedergebrannt. 1905 bestand die Siedlung aus zwei Wohnbauten, in denen 19 Einwohner lebten. Sie hat dem Schlodderdicher Weg 1916 den Namen gegeben.

## Bergbau
In der Umgebung von Schlodderdich befand sich die Grube Hohenzollern. In der Mitte des 19. Jahrhunderts hat man hier Eisen abgebaut. An der Grenze zu Köln kann man immer noch die Pingen von Tagebau sehen.

## Bauwerke
- Schlodderdicher Mühle